# Fantaisie pour piano et orchestre (Debussy)
Pour les articles homonymes, voir Fantaisie pour piano et orchestre.
La Fantaisie pour piano et orchestre, L. 72 (73), est une œuvre pour piano et orchestre symphonique de Claude Debussy.

## Histoire
Elle a été composée entre octobre 1889 et avril 1890. Il s'agit du quatrième envoi de Rome du compositeur. C'est la seule composition de Debussy pour piano et orchestre, et bien que sous la forme de trois mouvements, elle n'a pas été conçue comme un concerto pour piano. L'œuvre est dédiée au pianiste René Chansarel, qui devait la créer lors de la première annulée en 1890.
Debussy est insatisfait de cette œuvre. Elle lui rappelle trop la Symphonie sur un chant montagnard français de d'Indy, et le dernier mouvement, trop proche de la musique de César Franck, comporte trop de variations à son sens. Il décide finalement de la désavouer.

« Pour en empêcher la première exécution en 1890, il n'hésita pas à subtiliser, après la dernière répétition, le matériel d'orchestre, non sans avoir envoyé un mot d'excuse au chef d'orchestre, Vincent d'Indy. »

Debussy retravaille la partition à plusieurs reprises, mais ne lève jamais l'interdiction de jouer ou de publier cette œuvre de son vivant,.
Elle n'a été créée qu'en 1919, un an après la mort du compositeur, le 20 novembre à Londres, par le Royal Philharmonic Orchestra avec pour soliste Alfred Cortot, et le 7 décembre à Lyon, par l'Orchestre des Concerts Lamoureux dirigé par André Messager, avec Marguerite Long.
Depuis, même si elle ne compte pas parmi les œuvres de Debussy les plus jouées, elle est souvent enregistrée par les pianistes spécialistes de Debussy, et souvent couplée en CD avec les concertos de Ravel.

## Instrumentation
La Fantaisie est écrite pour 3 flûtes (3e jouant aussi le piccolo), 2 hautbois, cor anglais, 2 clarinettes, clarinettes basses, 3 bassons, 4 cors, 3 trompettes, 3 trombones, timbales, cymbales, 2 harpes, cordes et piano.

## Structure
1. Andante ma non troppo - Allegro giusto (sol majeur)
2. Lento e molto espressivo (fa dièse majeur)
3. Allegro molto (sol majeur)

Le deuxième et le troisième mouvements s'enchaînent ; son exécution demande à peu près 25 minutes.

## Discographie
- Walter Gieseking et l'Orchestre royal du Concertgebouw dirigé par Willem Mengelberg, 1940 (Music & Arts Programs of America).
- Fabienne Jacquinot et l'Orchestre philharmonique royal dirigé par Anatole Fistoulari, 1954 (Opus Kura).
- Jacques Février et l'Orchestre national de la radiodiffusion française dirigé par Georges Tzipine, 1957 (Columbia).
- Nicole Henriot et l'Orchestre national de France dirigé par Charles Munch, 1962 (Auvidis-Valois).
- Jean-Rodolphe Kars et l'Orchestre symphonique de Londres dirigé par Alexander Gibson, 1969 (Deutsche Grammophon).
- Aldo Ciccolini et l'Orchestre national de l'ORTF dirigé par Jean Martinon, 1974 (EMI).
- Anne Queffélec et l'Orchestre national de l'opéra de Monte Carlo dirigé par Armin Jordan, 1981 (Erato).
- François-René Duchâble et l'Orchestre du Capitole de Toulouse dirigé par Michel Plasson, 1996 (EMI).
- Zoltán Kocsis et l'Orchestre du festival de Budapest dirigé par Iván Fischer, 1996 (Philips Classics).
- Barry Douglas et l'Orchestre philharmonique de Radio France dirigé par Marek Janowski, 1997 (RCA).
- Noriko Ogawa et l'Orchestre symphonique de Singapour dirigé par Lan Shui, 2009 (Bis).
- Jean-Efflam Bavouzet et l'Orchestre symphonique de la BBC dirigé par Yan Pascal Tortelier, 2010 (Chandos).
- Jean-Yves Thibaudet et l'Orchestre national de Lyon dirigé par Jun Märkl, 2011 (Naxos).
- Nelson Freire et l'Orchestre symphonique de Londres dirigé par Michael Tilson Thomas, 2012.
- Bertrand Giraud  et l'Karlovy Vary Symphony Orchestra,  dirigé par Alfredo Sorichetti, LIVE/Youtube 2016.
- Jonas Vitaud et le Secession Orchestra, dirigé par Clément Mao-Takacs (MIRARE), 2018.